# Niedźwiady (Łukta)
Niedźwiady (deutsch Bärenwinkel) ist ein Ort in der polnischen Woiwodschaft Ermland-Masuren. Er gehört zur Gmina Łukta (Landgemeinde Locken) im Powiat Ostródzki (Kreis Osterode in Ostpreußen).

## Geographische Lage
Niedźwiady liegt nordwestlich des Jezioro Tabórz (deutsch Tabor-See) im Westen der Woiwodschaft Ermland-Masuren, elf Kilometer nördlich der Kreisstadt Ostróda (deutsch Osterode in Ostpreußen).

## Geschichte
Die zum Staatsforst Taberbrück gehörende Försterei Bärenwinkel war bis 1945 wie Eckschilling (polnisch Szeląg) und Markuschöwen (1938 bis 1945 Markushöfen, polnisch Markuszewo) ein Wohnplatz in der Gemeinde Taberbrück (polnisch Tabórz) im Kreis Osterode in Ostpreußen.
1945 kam der kleine Ort mit dem gesamten südlichen Ostpreußen in Kriegsfolge zu Polen. Bärenwinkel erhielt die polnische Namensform „Niedźwiady“ und ist heute – eingegliedert in das Schulzenamt (polnisch Sołectwo) Tabórz – eine Ortschaft innerhalb der Landgemeinde Łukta (Locken) im Powiat Ostródzki (Kreis Osterode in Ostpreußen), bis 1998 der Woiwodschaft Olsztyn, seither der Woiwodschaft Ermland-Masuren mit Sitz in Olsztyn (Allenstein) zugehörig.

## Kirche
Bis 1945 war Bärenwinkel in die evangelische Kirche Locken in der Kirchenprovinz Ostpreußen der Kirche der Altpreußischen Union, außerdem in die römisch-katholische Kirche Osterode in Ostpreußen (polnisch Ostróda) eingepfarrt.
Heute gehört Niedźwiady katholischerseits zur Pfarrei Łukta im Erzbistum Ermland, evangelischerseits zur Kirche Łęguty (Langgut), einer Filialkirche von Ostróda in der Diözese Masuren der Evangelisch-Augsburgischen Kirche in Polen.

## Verkehr
Niedźwiady liegt westlich der Woiwodschaftsstraße 530 und ist auf einer Nebenstraße von Tabórz aus in Richtung Białka (Gehlfeld) zu erreichen. Eine Anbindung an den Bahnverkehr besteht nicht.